# Kertamukti (Campaka)
Kertamukti is een bestuurslaag in het regentschap Purwakarta van de provincie West-Java, Indonesië. Kertamukti telt 3760 inwoners (volkstelling 2010).